# كام روبنسون
كام روبنسون (بالإنجليزية: Cam Robinson)‏ هو لاعب كرة قدم أمريكية أمريكي، ولد في 9 أكتوبر 1995 في مونرو في الولايات المتحدة.

## وصلات خارجية
- كام روبنسون على موقع مرجع كرة القدم المحترفة.كوم (الإنجليزية)